# Perry Vale
Perry Vale est une zone anglaise située au sud-est de Londres, dans le borough londonien de Lewisham.